# لويس كابلان
لويس كابلان (بالإنجليزية: Lewis Kaplan)‏ هو معلم موسيقى أمريكي، ولد في 1933 في باسيك في الولايات المتحدة.

## وصلات خارجية
- لويس كابلان على موقع ميوزك برينز (الإنجليزية)
- لويس كابلان على موقع ديسكوغز (الإنجليزية)